# ティルマン・リーメンシュナイダー

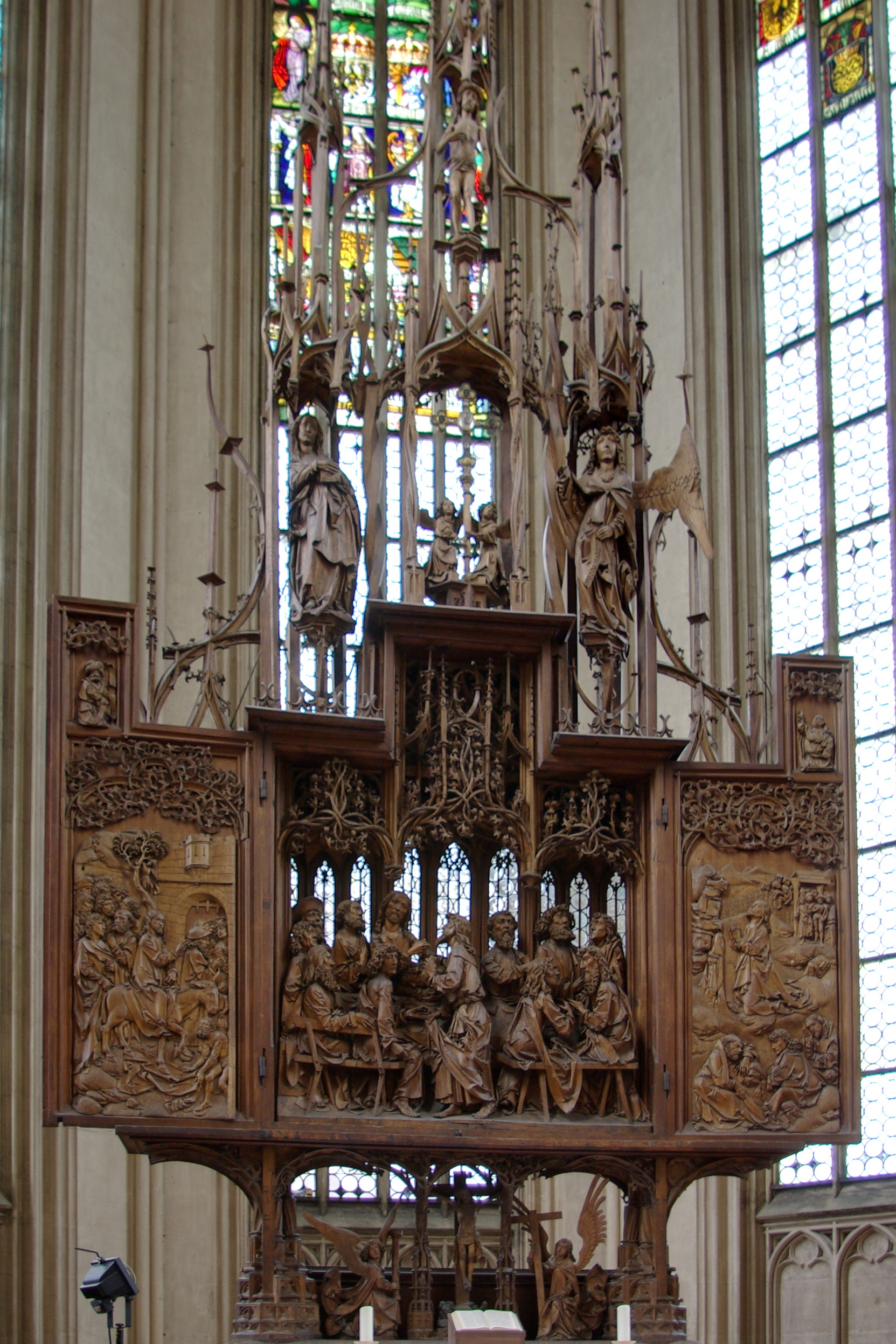
ローテンブルクにある聖ヤコブ教会の聖血の祭壇

ティルマン・リーメンシュナイダー（Tilman Riemenschneider、1460年頃 - 1531年7月7日）は、中世のドイツの彫刻家。
テューリンゲン北部、ニーダーザクセン南東部との境目にあるハルツ山脈付近、現在のアイヒスフェルト郡ハイルバート・ハイリゲンシュタットに生まれた。1483年、ヴュルツブルクに移住し、1485年、金細工師の未亡人と結婚。生涯4回結婚し、財を成した。1504年、市参事会員に、1520-1521年、市長に選任され1524年までこの職を務めるものの、1525年、農民の反乱に味方して捕縛され、司教領主の命によって拷問にかけられ、以後市民としての存在の基盤を失った。1531年7月7日、ヴュルツブルクにて死去。彫刻のマイスターとしてヴュルツブルクに工房をかまえ、祭壇や墓碑の彫刻を数多く手がけた。
トーマス・マンは、自身の70歳の誕生日である1945年5月29日にアメリカ合衆国首都ワシントン市において英語で行った演説「ドイツとドイツ人」（Deutschland und die Deutschen）において、リーメンシュナイダーを称賛している。
1960年に発見された小惑星のリーメンシュナイダーの命名の由来にもなった。

## 作品

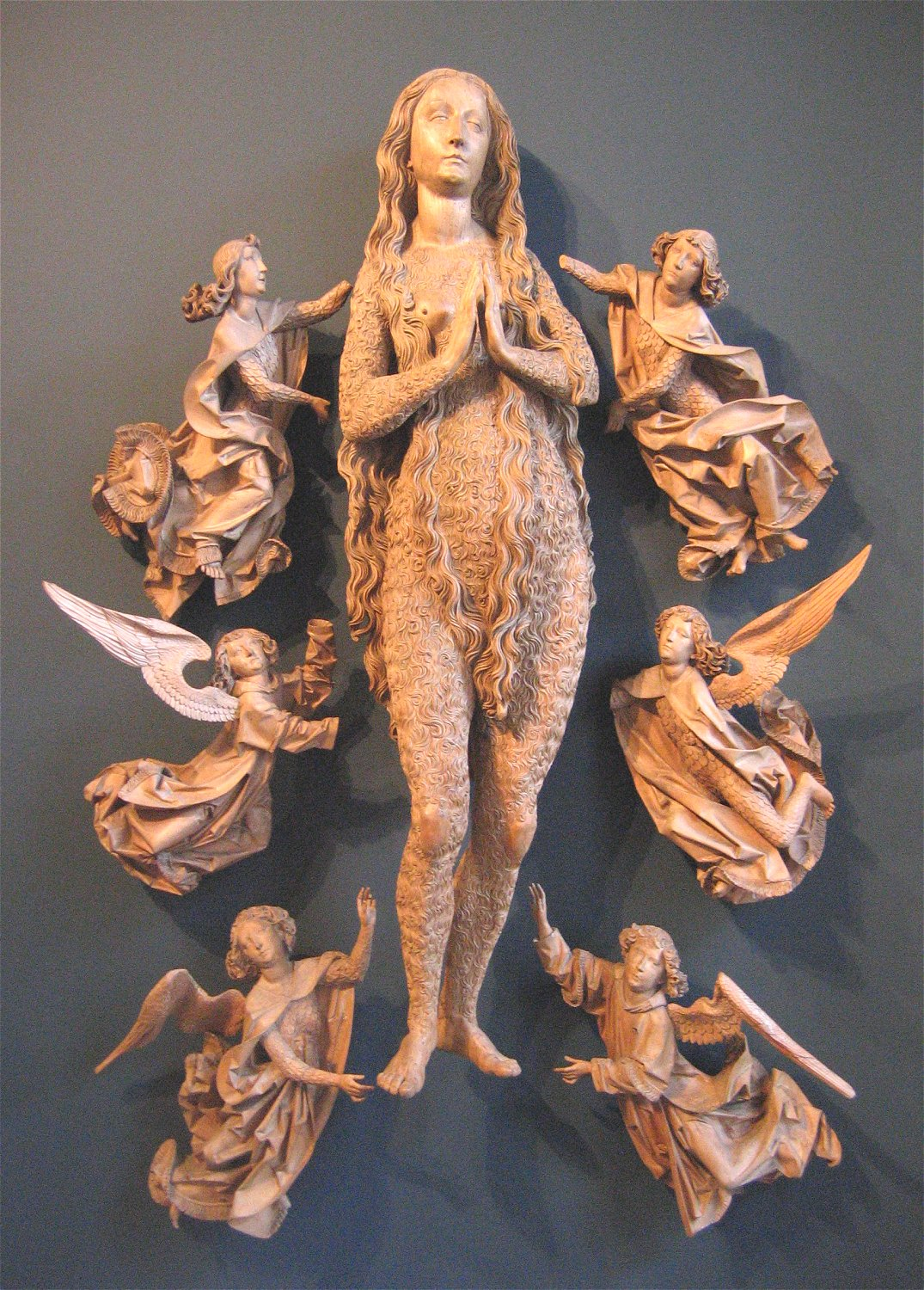
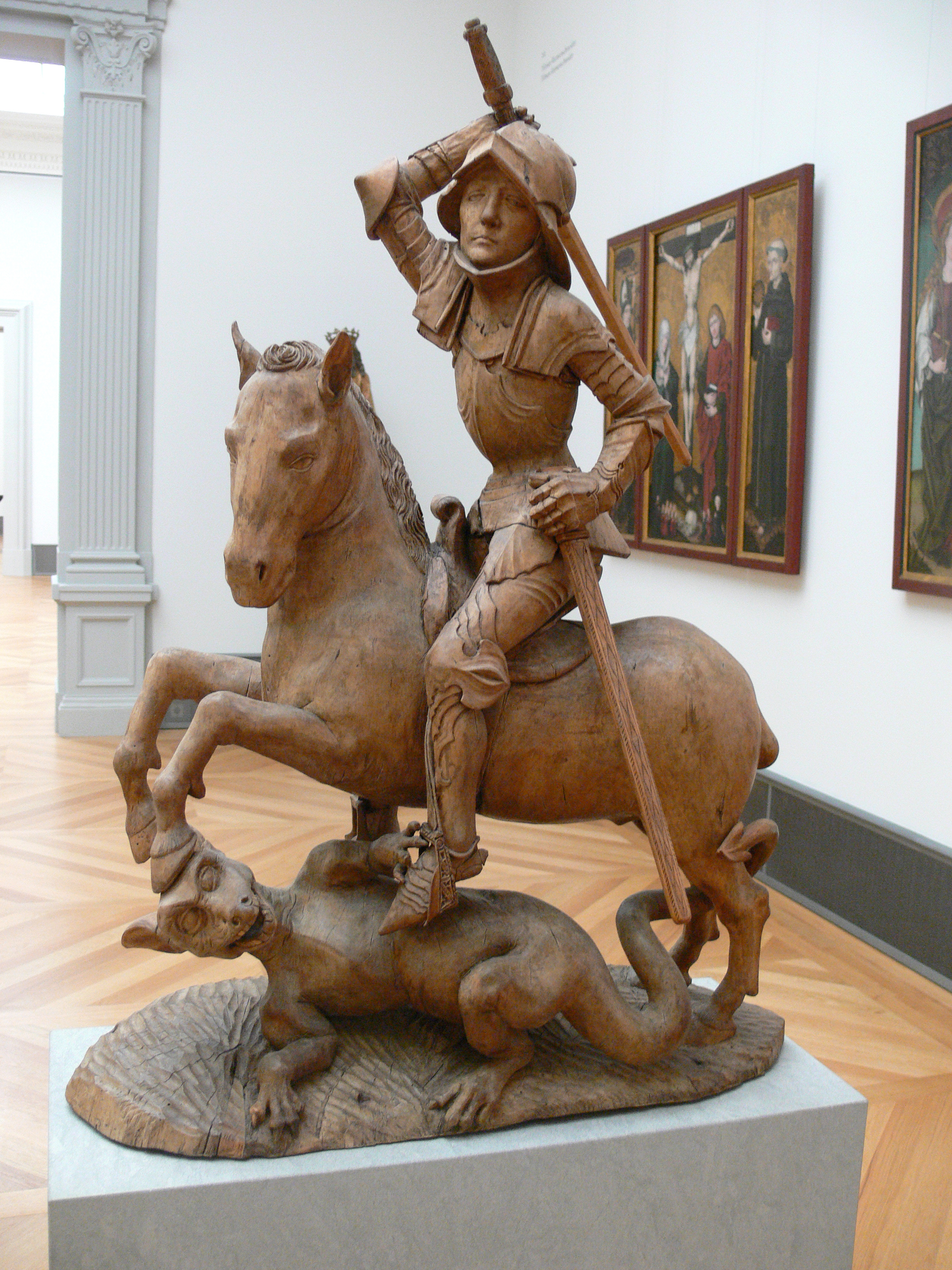
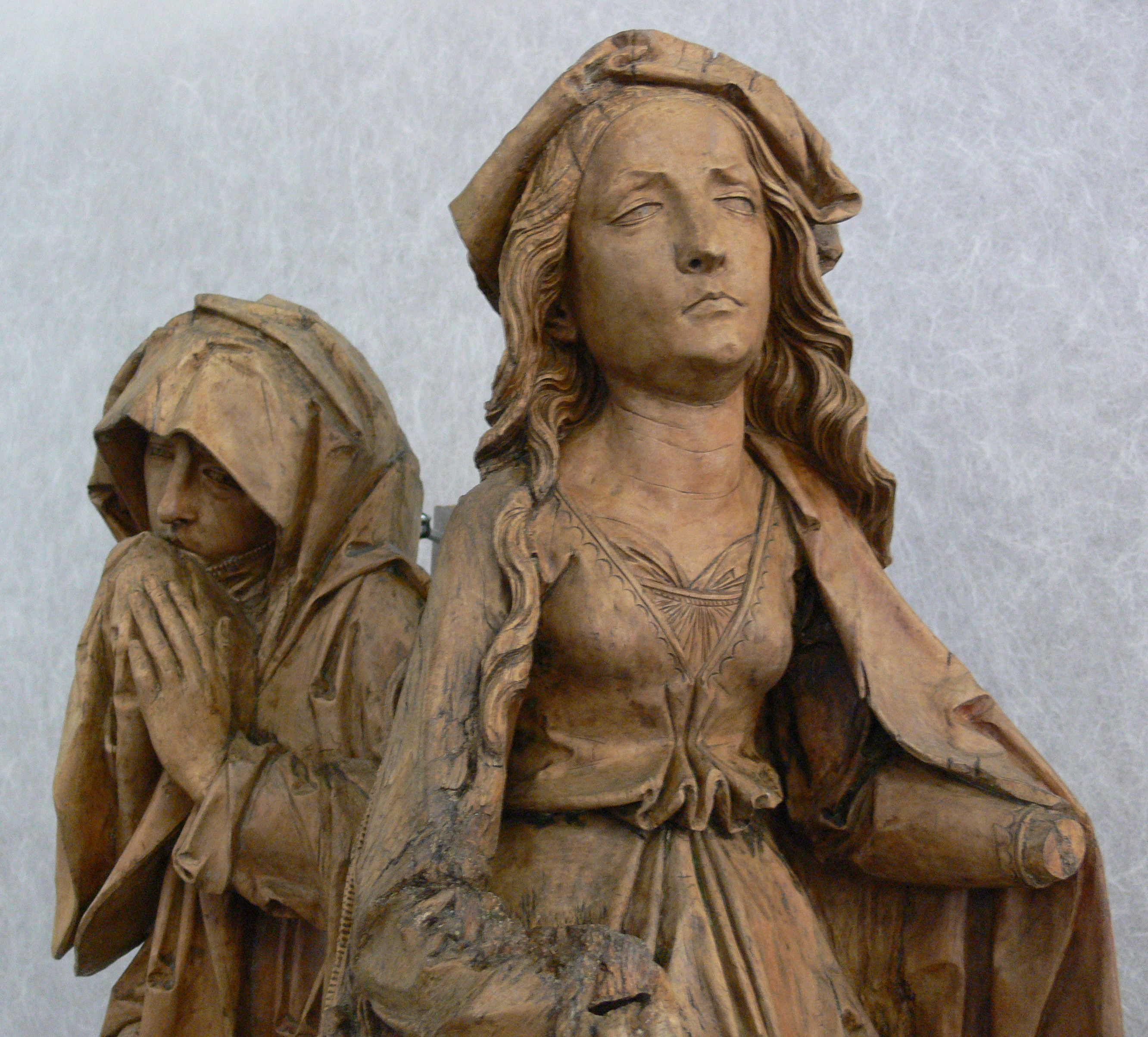

## 伝記研究
- 植田重雄『リーメンシュナイダーの世界』恒文社 1997
- 杉田達雄『リーメンシュナイダー その人と作品』水声社 2017
- イーリス・カルデン・ローゼンフェルト『リーメンシュナイダーとその工房』溝井高志訳、文理閣 2012